# Vakantiehuisjes (Rietveld)

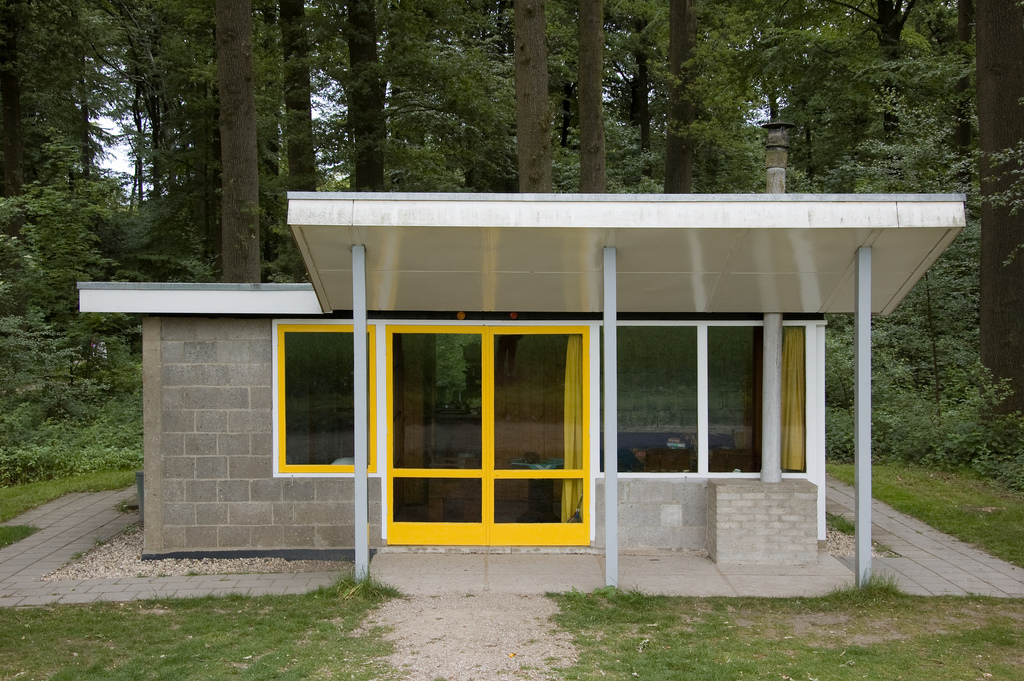
Vakantiehuisje in het Nederlands Openluchtmuseum

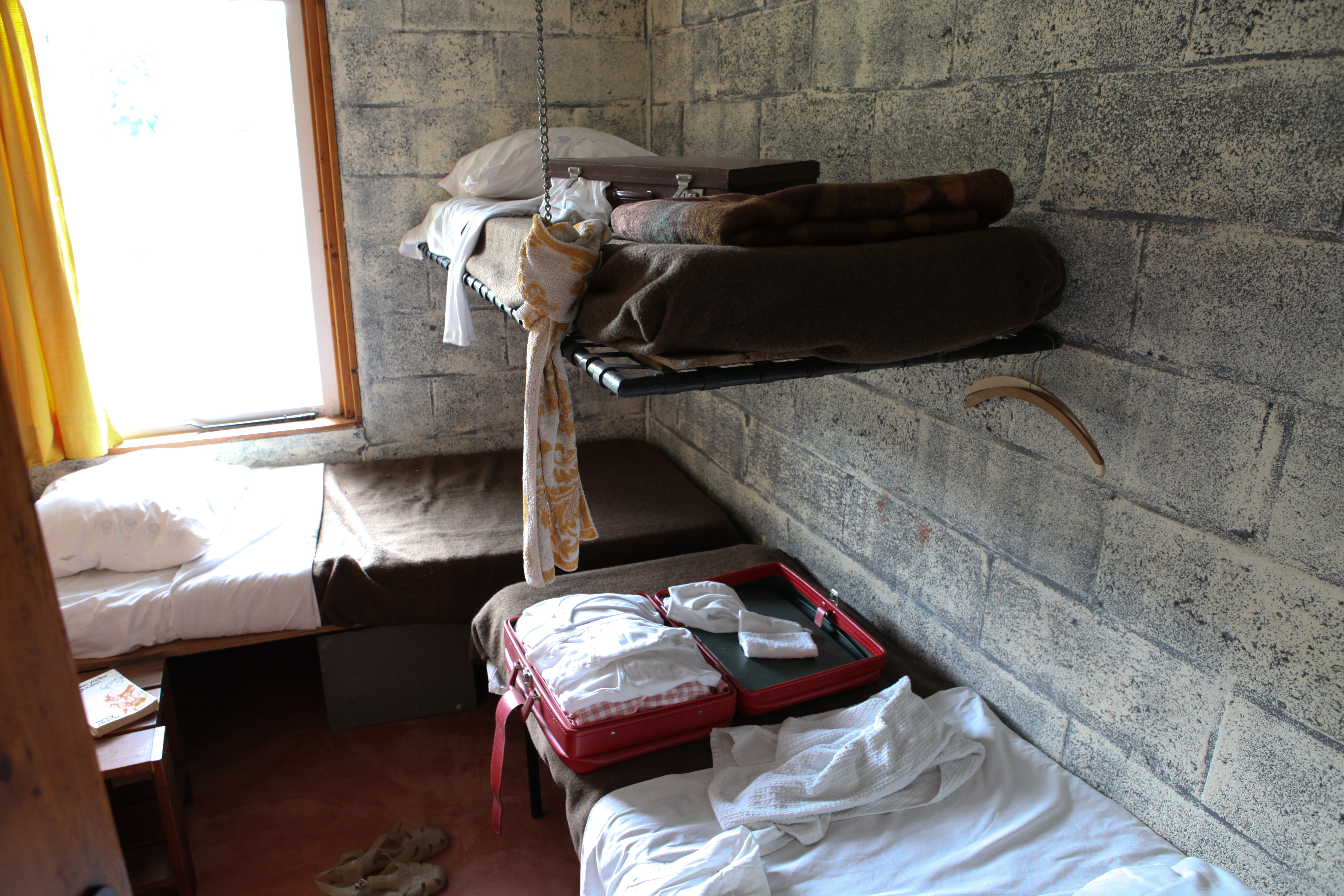
Interieur van een slaapkamer

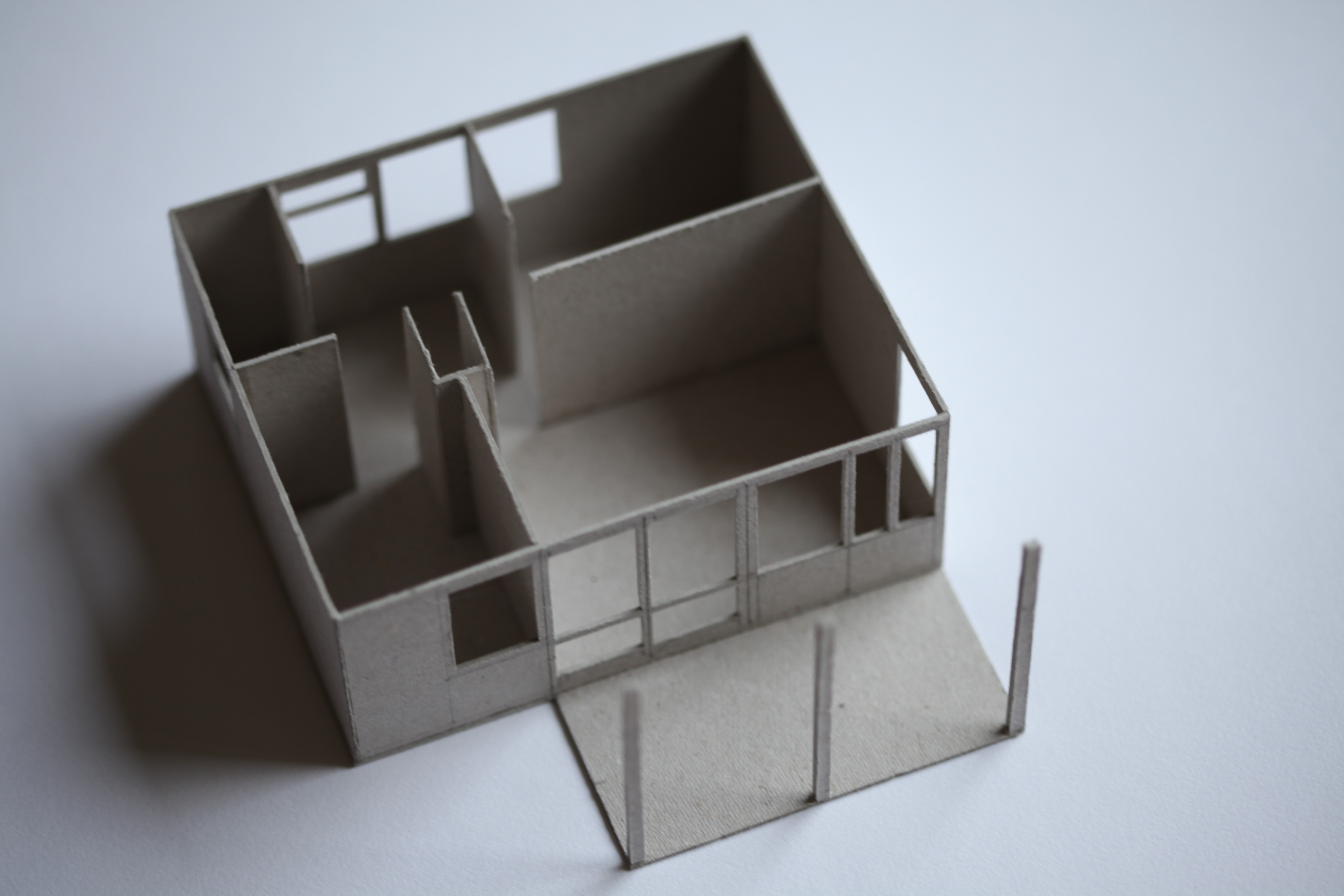
Maquette (1:100) van het vakantiehuisje

In 1951 zijn in het vakantiecentrum Hessenheem in het Nederlandse dorp Markelo zes vakantiehuisjes naar een ontwerp van Gerrit Rietveld gebouwd. Deze vakantiehuisjes waren bedoeld voor bewoning van het personeel van de 'De Vries-Robbé-Albatros Superphosfaatfabrieken'. De vakantiehuisjes behoren tot de minder bekende werken uit het oeuvre van Gerrit Rietveld maar zijn toch illustratief voor zijn manier van werken. In 1989 is een van de zes oorspronkelijke vakantiehuisjes door vrijwilligers in zijn oorspronkelijke staat hersteld en in juni 2007 overgebracht naar het Nederlands Openluchtmuseum in Arnhem.

## Opdracht
De vakantiehuisjes zijn ontworpen en gebouwd in opdracht van de combinatie 'De Vries-Robbé-Albatros Superphosfaatabrieken' en waren bedoeld voor familievakanties van het personeel van de 'Superphosphaatfabriek Albatros' in Pernis en De Vries Robbé uit Gorinchem.
Voor de bouw van de vakantiehuisjes was per huisje 4100 gulden beschikbaar, en de totale grootte van elk huisje was met 30m² zeer beperkt. Voor architect Rietveld was het een uitdaging om met deze gegevens een functioneel vakantiehuisje voor bewoning - voor een gezin van 8 personen - te realiseren. Om dit te bewerkstelligen gebruikte Rietveld aanpasbare ruimtes.

## Indeling
De vakantiehuisjes zijn ontworpen op een raster van 1 meter en zijn binnenwerks 5 x 6 meter groot. De verdiepingshoogte van het gebouwtje is 2,25 m. Het staat op een betonplaat en de buitenwanden zijn gemaakt van grindbetonstenen. De vakantiehuisjes hebben elk twee kleine slaapkamers van 3 x 2 meter met maximaal 3 bedden per slaapkamer (2 op de vloer staand en een op 1,20 meter boven de grond, zo geplaatst dat de benedenbedden voor de helft overdekt worden).
De woonkamer is 3 x 4 meter groot en dient tegelijk als slaapkamer voor de ouders. Een van de twee bedden in de woonkamer dient overdag als zitbank bij de tafel. Het tweede bed kan langs de korte kant opgeklapt worden om zo plaats te maken voor de tafel (bestaande uit twee delen, een opklapbaar gedeelte van 150 x 70 cm en een verplaatsbaar tafelgedeelte van 50 x 70 cm). Aan de zijde van de woonkamer bevindt zich een terras van 2 x 4 meter. Het terras is overdekt door een schuin omhoog lopende luifel en heeft aan één zijde een open haard. Deze fungeert in combinatie met het overstekende dak als plaats om bij slecht weer de kleding te drogen.
In de keuken (2 x 2 meter) bevindt zich een vast aanrecht met aan de kant van de wc een gootsteen. Het afvoerwater uit de gootsteen wordt gebruikt voor de spoeling van het toilet. De toiletruimte en het portaaltje zijn elk 1 x 1 meter groot. De centrale kast, geplaatst tussen keuken, slaapkamer en woonkamer kan van alle drie de kanten worden benut.
In het oorspronkelijk ontwerp hadden alleen de woonkamer en de keuken kunstlicht. De andere vertrekken kregen licht via de bovenlichten. Deze waren aangebracht tussen de woonkamer en voorste slaapkamer en tussen de keuken, het toilet en de achterste slaapkamer.
Kasten en andere meubels zijn vervaardigd uit vurenhout en zijn in de olie gezet. Het plafond is van board en het plafond van de luifel van eterniet. Beide zijn wit geschilderd. De ramen en deuren zijn rood geschilderd.

## Restauratie en transport naar het Nederlands Openluchtmuseum
Het huisje in het Nederlands Openluchtmuseum is het laatste overgebleven originele huisje. In maart 2007 werd het in drie delen gezaagd en op diepladers naar Arnhem vervoerd om daar weer in en aan elkaar te worden gezet. Vervolgens is het huisje inclusief inventaris zo veel mogelijk in de oorspronkelijke staat teruggebracht.